# Припряни пешеходци, автобуси с открити покриви и карети, теглени от коне в тръс
„Припряни пешеходци, автобуси с открити покриви и карети, теглени от коне в тръс“ (на английски: Leisurely Pedestrians, Open Topped Buses and Hansom Cabs with Trotting Horses) е британски документален късометражен ням филм от 1889 година, заснет от изобретателя и филмов пионер Уилям Фрийзи-Грийн, който е използвал хронофотографска камера. Филмът не е оцелял до наши дни и се смята за изгубен. Той се е състоял от 20 кадъра, заснети през януари 1889 година пред Ейпсли Гейт в Хайд Парк, Лондон.